# أنخيل كاسترو
أنخيل كاسترو هو لاعب كرة قاعدة دومينيكاني، ولد في 14 نوفمبر 1982 في Pimentel, Dominican Republic ‏ في جمهورية الدومينيكان.

## وصلات خارجية
- أنخيل كاسترو على موقع دوري كرة القاعدة الرئيسي (الإنجليزية)
- أنخيل كاسترو على موقع الدوري الياباني لكرة القاعدة (الإنجليزية)
- أنخيل كاسترو على موقعبيزبول رفرنس.كوم (الدوري الرئيسي) (الإنجليزية)
- أنخيل كاسترو على موقعبيزبول رفرنس.كوم (الدوري الثانوي) (الإنجليزية)
- أنخيل كاسترو على موقع إي إس بي إن.كوم (أم.أل.بي) (الإنجليزية)
- أنخيل كاسترو على موقع مشجعي الرسوم البيانية (الإنجليزية)